# Pirin (Berghütte)
Die Berghütte Pirin (bulgarisch хижа „Пирин“; abgekürzt: х. Пирин) gehört zu den niedrigsten Berghütten im Piringebirge im gleichnamigen Nationalpark. Sie liegt im Tal des Demikapijska-Flusses in der Gegend „Trite reki“ (bulg. Трите реки, dt. Die drei Flüsse) auf 1640 Höhenmetern. Die Berghütte wurde 1934 unter dem Namen Velebit, nach dem gleichnamigen Gebirge in Kroatien, erbaut und in Betrieb genommen. Später wurde sie in Trite reki umbenannt und seit 1945 trägt sie ihren jetzigen Namen. Die Berghütte wird vom Bulgarischen Tourismusverband betrieben.
Über eine 18 km lange Schotterstraße ist das gleichnamige Dorf Pirin und über eine Wanderroute die Stadt Melnik erreichbar.

## Tourismus
Die Berghütte hat auf drei Etagen 78 Betten, einen Speisesaal, eine Verkaufsbude und eine Sommerterrasse. Sie ist elektrifiziert.

## Wanderrouten
- von der Berghütte Pirin zur Berghütte Popowi liwadi (bulg. хижа Попови ливади) – 6 Stunden (markierter Pfad)
- von der Berghütte Pirin zur Berghütte Malina (bulg. хижа Малина) – 2 Stunden (markierter Pfad)
- von der Berghütte Pirn zur Berghütte Tewno ezero (bulg. хижа Тевно езеро) – 2,5 Stunden (markierter Pfad)